# Consolidated B-32 Dominator
Consolidated B-32 Dominator (Consolidated Model 34) je bil štirimotorni težki bombnik, ki so ga zasnovali med 2. svetovno vojno. Letalo so razvijali vzporedno z B-29, v primeru če B-29 ne bi bil uspešen, bi naročili B-32. 
B-32 se ni veliko bojno uporabljal, velja pa za zadnje letalo zaveznikov ki je sodelovalo v bojih v 2. svetovni vojni. 

## Specifikacije (B-32)
Podatki iz General Dynamics Aircraft and their Predecessors; Wegg 1990, p. 93
Splošne karakteristike
- Posadka: 10
- Dolžina: 82 ft 1 in (25,03 m)
- Razpon kril: 135 ft 0 in (41,16 m)
- Višina: 32 ft 2 in (9,81 m)
- Površina kril: 1422 ft² (132,2 m²)
- Teža praznega letala: 60278 lb (27400 kg)
- Naložena teža: 100800 lb (45800 kg)
- Maks. vzletna teža: 123250lb (56023 kg)
- Pogon letala: 4 ×  18-valjni zračnohaljeni zvezdasti motor Wright R-3350-23A, 2200 KM (1641 kW)  vsak

 Zmogljivost 
- Maks. hitrost: 357 mph (310 vozlov, 575 km/h) na višini 30000 ft (9150 m)
- Potovalna hitrost: 290 mph[1] (252 vozlov, 467 km/h)
- Doseg: 3800 milj (3304 nmi, 6118 km)
- Višina leta: 30700 ft (9360 m)
- Hitrost vzpenjanja: 1050 ft/min (5,3 m/s)

Oborožitev

- Strelno orožje: 10× .50 in (12.7 mm) M2 Browning strojnice
- Bombe: Do 9100 kg